# Algoritmo di Gauss-Legendre
L'algoritmo di Gauss–Legendre è un algoritmo per il calcolo di π. È noto per essere rapidamente convergente, 25 iterazioni producono ben 45 milioni di cifre decimali corrette di π. L'inconveniente è un intensivo uso di memoria.
Il metodo è basato sui lavori di Gauss e Legendre unitamente ai moderni algoritmi per la moltiplicazione e l'estrazione di radice quadrata. Si basa sulla continua sostituzione di due numeri con la loro media aritmetica e geometrica per approssimare la loro media aritmetica-geometrica.

## Esempio di algoritmo
La versione presentata qui sotto è anche conosciuta come algoritmo di Brent-Salamin (o Salamin-Brent); è stata scoperta indipendentemente da Richard Brent e Eugene Salamin. È stata usata per calcolare le prime 206 158 430 000 cifre decimali di π tra il 18 e il 20 settembre 1999 e il risultato è stato controllato con l'algoritmo di Borwein.
1. Valori iniziali:

{\displaystyle a_{0}=1\qquad b_{0}={\frac {1}{\sqrt {2}}}\qquad t_{0}={\frac {1}{4}}\qquad p_{0}=1.}
2. Ripetere le seguenti istruzioni finché la differenza fra {\displaystyle a_{n}} e {\displaystyle b_{n}} è della precisione voluta:

{\displaystyle a_{n+1}={\frac {a_{n}+b_{n}}{2}}},
{\displaystyle b_{n+1}={\sqrt {a_{n}b_{n}}},}
{\displaystyle t_{n+1}=t_{n}-p_{n}(a_{n}-a_{n+1})^{2},}
{\displaystyle p_{n+1}=2p_{n}.}
3. π è approssimato con {\displaystyle a_{n}}, {\displaystyle b_{n}} e {\displaystyle t_{n}} come:

{\displaystyle \pi \approx {\frac {(a_{n}+b_{n})^{2}}{4t_{n}}}.}

Le prime tre iterazioni danno:
{\displaystyle 3.140...}
{\displaystyle 3.14159264...}
{\displaystyle 3.14159265358979...}
L'algoritmo ha convergenza del secondo ordine, cioè il numero di cifre corrette raddoppia a ogni passo dell'algoritmo.